# Hasvik
Hasvik là một đô thị hạt Finnmark, Na Uy. Trung tâm hành chính của đô thị này là làng Breivikbotn. Hasvik đã được tách khỏi đô thị Loppa ngày 1 tháng 1 năm 1858.
Hasvik nằm ở phía tây của hòn đảo lớn thứ tư của Na Uy (trừ Svalbard) Sørøya. Dân số chủ yếu tập trung trong một chuỗi các khu định cư dọc theo bờ biển phía tây: Breivikbotn và Hasvik là chính.
Sân bay Hasvik có các tuyến bay thường xuyên với Tromsø và Hammerfest, và có một phà hai giờ qua để Øksfjord, có thể đi đến bằng xe hơi. 
Dân số suy giảm ổn định, do các vấn đề trong ngành đánh cá.
Khu vực biển ngoài khơi của ngôi làng của Sørvær có tuần dương hạm Murmansk tuần dương hạm của Liên Xô bị mắc cạn vào đêm Giáng sinh năm 1994. Con tàu này lúc đó đang trên đường đến Ấn Độ để được tháo dỡ. Nhiều nỗ lực trục với nhưng không thành công. Con tàu này đã trở thành một điểm thu hút du lịch.